# H4Z4RD
H4Z4RD is een Vlaamse komische misdaadfilm uit 2022, geregisseerd door Jonas Govaerts. De hoofdrollen zijn voor Dimitri Thivaios (Dimitri Vegas) en Jeroen Perceval.

## Verhaal
H4Z4RD speelt zich af gedurende één dag in Antwerpen. Noah Hazard (Dimitri Thivaios) is gek op zijn Lexus-sportwagen. Zijn vriendin Lea (Jennifer Heylen) vraagt hem om hun dochtertje Zita af te halen van school, maar eerst wil hij nog een ritje maken. Zijn neef Carlos (Jeroen Perceval), pas uit de gevangenis, heeft hem namelijk een dienst gevraagd. Het blijkt dat Carlos samen met Kludde (Frank Lammers) een overval wil plegen en ze willen dat hij de vluchtwagen bestuurt. 
Er gaat echter een en ander mis, Kludde wordt gewond, en ze moeten hem achterlaten. De vrouw die ze overvallen hebben slaagt erin Zita te ontvoeren, en dan moeten ze alles op het spel zetten om de buit te kunnen ruilen voor Zita.
Bijzonder aan H4Z4RD is dat alles gefilmd is in en rond de auto van Noah.

## Rolverdeling
| Acteur                   | Personage         |
| ------------------------ | ----------------- |
| Frank Lammers            | Kludde            |
| Dimitri 'Vegas' Thivaios | Noah Hazard       |
| Jennifer Heylen          | Lea               |
| Jeroen Perceval          | Carlos            |
| Monic Hendrickx          | Ms. Brasschaat    |
| Gene Bervoets            | Ferryman Ronny    |
| Tom Vermeir              | beveiligingsagent |